# Равва, Виктория
Виктория Равва (фр. Victoria Ravva, 31 октября 1975, Тбилиси, Грузинская ССР, СССР) — французская, азербайджанская и советская волейболистка, центральная блокирующая. Девятнадцатикратная победительница чемпионата Франции в составе команды «Расинг Клуб де Канн», двукратная победительница Женской Лиги Чемпионов.

## Карьера

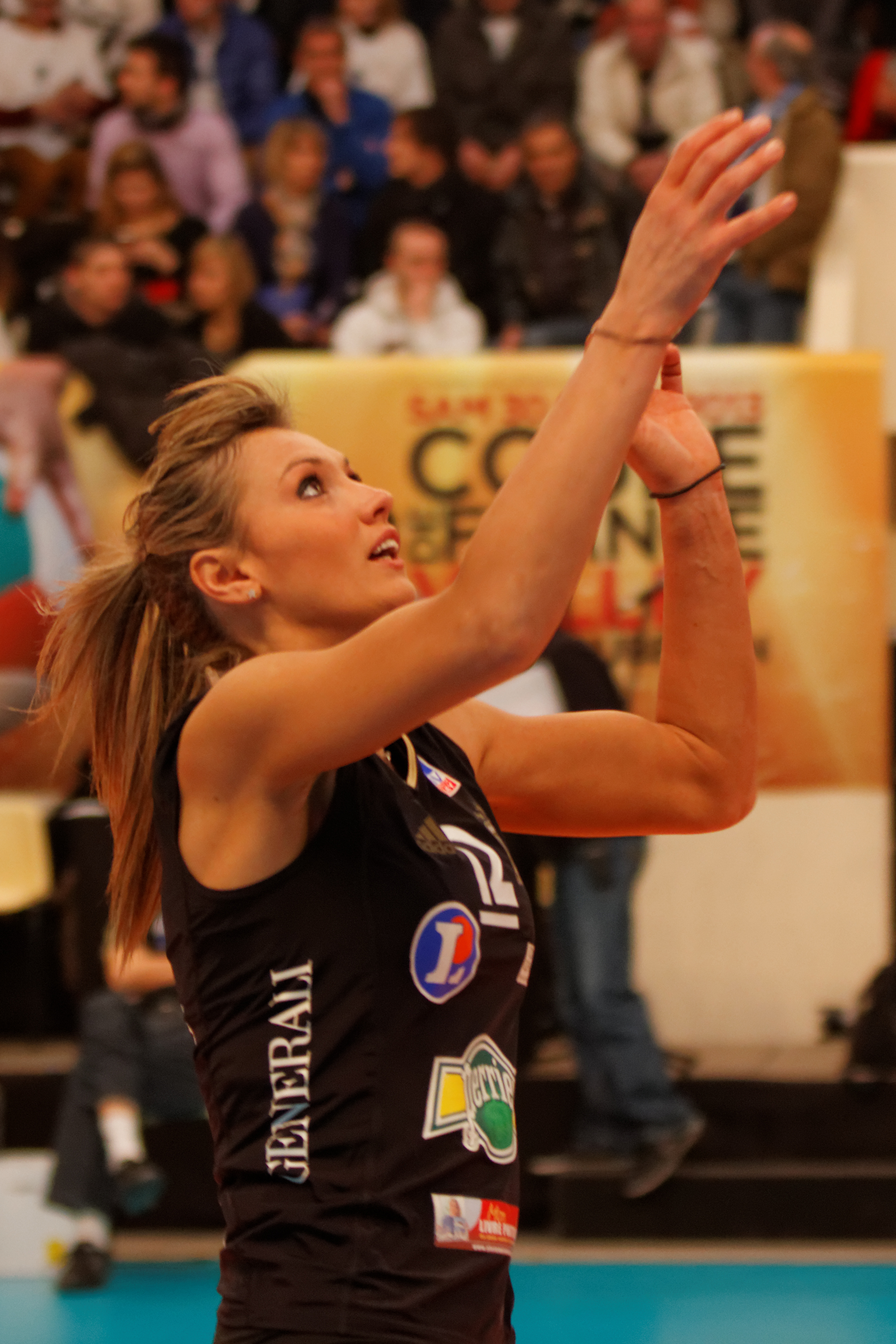
Виктория Равва, финал Кубка Франции,30 марта 2013

В волейбольную секцию Виктория попала в пятилетнем возрасте. Её родители советские инженеры, также профессионально занимались волейболом и играли на высоком уровне в соревнованиях Грузинской ССР. В конце 1980-х годов Виктория переехала в Баку, где присоединилась к находившемуся на подъёме клубу БЗБК. Под руководством тренера Фаига Гараева бакинский клуб показывал неплохие результаты и претендовал на медали в Чемпионате СССР. Вследствие чего, клуб из столицы соседней союзной республики наиболее подходил для карьеры Виктории.
После распада СССР, Виктория продолжила выступления за БЗБК в чемпионате Азербайджана. В этот период клуб стал дважды чемпионом страны, а Виктория стала игроком сборной Азербайджана, в составе которой выступала на Чемпионате мира 1994 в Бразилии, однако период выступлений за сборную Азербайджана был недолгим.
В 1993 году в семнадцатилетнем возрасте Равва перешла в клуб высшей турецкой лиги «Вакыфбанк» (Анкара). В составе турецкого клуба Виктория отыграла два сезона и завоевала Кубок Турции в сезоне 1994/95.

### Расинг Клуб де Канн
В 1995 году Виктория Равва перешла во французский «Расинг Клуб де Канн», где выступала на протяжении 20-ти сезонов. Это время является периодом полной гегемонии клуба из города Канны в женском французском волейболе. Так, клуб выиграл 19 чемпионских титулов в национальном первенстве и 18 раз стал обладателем Кубка Франции.
В составе «Расинга» Виктория Равва стала двукратной победительницей розыгрыша Женской Лиги чемпионов ЕКВ (в сезоне 2001/02 и сезоне 2002/03), дважды серебряным финалистом (в сезоне 2005/06 и сезоне 2011/2012) и трижды бронзовым призёром (в сезоне 1998/99, сезоне 2003/04 и сезоне 2009/2010). Сама Виктория была неоднократно отмечена индивидуальными призами Женской Лиги чемпионов ЕКВ.
В 2002 году Виктория получила гражданство Франции и с 2004 по 2007 год выступала за сборную Франции, сыграла 16 игр, была участницей Чемпионата Европы 2007. В интервью Виктория отметила, что столь непродолжительные выступления за сборные Азербайджана и Франции, связаны с её низкой мотивацией из-за, к сожалению, невысокого уровня этих команд, и их неспособностью занимать достойные места.

### Отношение болельщиков

Виктория Равва в прощальном матче на фоне баннера болельщиков в её честь

За 20 лет проведённых в составе французского клуба Виктория стала не только лидером и капитаном команды, но и её символом наряду с президентом клуба Анни Куртад и тренером Яном Фаном, которые посвятили клубу более 20 лет.
В конце 2014 года Виктория Равва объявила о намерении завершить свою игровую карьеру после окончания игр плей-офф чемпионата 2014/15. 24 апреля 2015 года Виктория Равва сыграла свою прощальную игру. В этой встрече волейболистки «Расинга» победили на своем поле в первой полуфинальной игре плей-офф соперниц из клуба «Безье Волей». Это была последняя домашняя игра сезона, так как ответная игра проходила в Безье, а финал по регламенту соревнования проводится в Париже. По этому случаю болельщики клуба развернули на трибунах заранее подготовленные баннеры, посвящённые Виктории. После завершения встречи состоялась трогательная церемония чествования, на которой присутствовала семья Виктории. На специально сооружённом экране был представлен клип, отображающий основные этапы в совместной истории клуба и волейболистки. Затем с речью выступила 74-летняя президент клуба Анни Куртад, которую несколько раз прерывали одобрительными овациями болельщики клуба. После этого на площадку вышел мэр города Давид Лиснар, что бы лично поблагодарить Викторию. Он отметил, что благодаря Виктории «Расинг» стал самым титулованным клубом из всех командных видов спорта во Франции. На церемонии присутствовали журналисты спортивной и светской хроники, освещавшие событие.
После завершения игровой карьеры Виктория вошла в структуру клуба, где занимается разносторонними вопросами.

## Статистика выступлений
| Клуб                | Годы      |
| ------------------- | --------- |
| / БЗБК (Баку)       | 1989—1993 |
| Вакыфбанк (Анкара)  | 1993—1995 |
| Расинг Клуб де Канн | 1995—2015 |

## Достижения
Клубные
- Победительница Женской Лиги Чемпионов (2): 2001/02, 2002/03
- Победительница чемпионата Франции (19 раз): 1995/96, 1997/98, 1998/1999, 1999/2000, 2000/01, 2001/02, 2002/03, 2004/05, 2005/06, 2006/07, 2007/08, 2008/09, 2009/10, 2010/11, 2011/2012, 2012/13, 2013/14, 2014/15
- Обладательница Кубка Франции (18 раз):
- Обладательница Кубка Турции: 1994/95
- Победительница чемпионата Азербайджана (2): 1992, 1993

Индивидуальные призы Женской Лиги чемпионов ЕКВ
- Самый ценный игрок (MVP) (2): 2002/03, 2005/06
- Лучшая нападающая: 2003/04
- Самая результативная: 2004/05

## Личная жизнь
Родители Виктории смешанного происхождения, а у её дедушек и бабушек польские, русские, украинские и грузинские корни. Сама Виктория называет себя «Дитя мира» и считает носителем в равной степени сразу нескольких мировых культур.
Супруг Виктории грузинский и французский волейболист Александр Джиошвили, выступающий за французские клубы. В октябре 2006 года у пары родились девочки-двойняшки Нина и Каллиста.
В апреле 2008 года Виктория открыла ресторан в Каннах, совладельцы которого — тренер Ян Фан и другая волейболистка «Расинга» Карин Салинас.